# Phytomyza phaceliae
Phytomyza phaceliae är en tvåvingeart som beskrevs av Spencer 1981. Phytomyza phaceliae ingår i släktet Phytomyza och familjen minerarflugor.
Artens utbredningsområde är Kalifornien. Inga underarter finns listade i Catalogue of Life.